# Hallbergmoos
Hallbergmoos település Németországban, azon belül Bajorországban. Lakosainak száma 12 140 fő (2023. december 31.). Hallbergmoos Eching, Freising és Neufahrn bei Freising községekkel határos.

## Népesség
A település népessége az elmúlt években az alábbi módon változott:
| Lakosok száma | 520  | 1837 | 1910 | 4003 | 9765 | 10 364 | 10 835 | 10 946 | 11 337 | 12 140 |
|               | 1875 | 1950 | 1975 | 1987 | 2012 | 2014   | 2016   | 2017   | 2021   | 2023   |